# Ярославська гімназія
Українська державна гімназія в Ярославі або Ярославська гімназія — державний навчальний заклад гуманітарного типу з українською мовою навчання, який функціонував з 1 вересня 1940 по 23 липня 1944 роках у м. Ярославі. У закладі спільно навчалися як хлопці, так і дівчата.

## Історія
Гімназія розпочала свою діяльність 1 вересня 1940 року. Рішення про її заснування було ухвалене німецькою владою у березні в часі окупації Польської Республіки. Йшлося тільки про місцезнаходження цієї школи. Українські громади у Ярославі, Перемишлі та міста на Лемківщині (головно Сянік) намагалися створити гімназію саме у своєму місті. Проте відділ культури та науки (нім. Wissenschaft Erziehung) Генерал-губернаторства вирішив, що гімназія має бути створена у Ярославі. Для її створення доклало багато зусиль українські урядовці відділу культури та науки у Кракові — професори Омелян Бачинський та Євген Форостина.
Спочатку планувалось розпочати навчання з 1 травня 1940, щоб провести повноцінний навчальний рік з 1 травня по 31 грудня. Проте згодом влада вирішила, що навчання розпочнеться 1 вересня 1940 року, а тим часом у місті організувати підготовчі курси для абітурієнтів.

### Підготовчі курси
У результаті підготовчі курси розпочалися 20 травня 1940 року у Кракові у будівлі колишньої польської гімназії ім. М.Рея, що на вул. Городоцькій, 62. Крім цього для навчання використовувалось в українському таборі на вул. Льоретанській. Курси відбувалися за навчальним планом професора Євген Форостина за двома напрямками: гуманітарний (українська мова, історія, математика, латинська або німецька мова на вибір) та математично-фізичний (українська мова, історія, математика, фізика або біологія на вибір).
На курси зголосилося 156 кандидатів, з яких 85 осіб на гуманітарний напрямок, а 71 — на математично-фізичний. Керівником курсу був Форостина, якого призначили директором гімназії, де він навчав історії (6 год. на тиждень). Для навчання також запросили вчителя української мови (12 год. на тиждень) професора Богдана Романчука, вчителя математики (12 год.) та фізики (6 год.) Адама Бабича, вчителя біології (6 год.) Івана Раковського, вчителя латинської мови (6 год.) Романа Чубатого та вчителя німецької мови (6 год.) Івана Зака.
До вступних іспитів було допущено 137 кандидатів, з яких іспит склали 124 особи. Серед гімназистів були як хлопці, так і дівчата.

### Навчальний процес
1 вересня 1940 року оголошено запис до Державної гімназії та на нові підготовчі курси у Ярославі. В кінці вересня, завдяки підтримці шкільного радника Льоренца, гімназія отримала приміщення в одному крилі давньої II польської державної гімназії, де навчання відбувалося двічі на день. З 1 листопада місцева влада передала для гімназії приміщення на вул. Головній, 18, де було відкрито 4 класи: 2, 3-Б і 4-6-А.
9-11 грудня 1940 року у Ярославі відбувся другий набір учнів під керівництвом д-р А.Ґасселіха і м-ра Ф.Фура, на тих самих умовах, що й перший. З 53 кандидатів вступні випробування склала 41 особа, а ще 8 здали вступний іспит під час додаткової сесії у березня 1941 року. Таким чином було сформовано класів. Від 24 квітня 1941 року гімназія знаходилась лише у філіальному будинку, в якому навчання відбувалося двічі на день.
З початком німецько-радянської війни у кінці червня 1941 року багато вчителів гімназії були змушені податися на схід у складі німецьких військ у ролі перекладачів. Частина з них так і не повернулися до Ярослава, залишившись на території радянської України або подались на еміграцію до США та Канади.
У 1943 році багато учнів старших класів зголосились до української Дивізії «Галичина». Частина з них загинула у Бродівському котлі у 1944 році. Дехто з гімназистів вступив до лав УПА, поза тим, що учні Ярославської гімназії вважалися симпатиками ОУН(м), тоді як Холмська гімназія — ОУН(б).
23 липня 1944 року після того, як місто зайняли радянські війська гімназія припинила своє існування.
|  | "За час тих 4-ох років відбулося чотири іспити зрілості (матури), а число учнів кожного року зростало і досягло цифри 500. Гімназія була коедукаційна і проводила окремі гуртожитки для дівчат і для хлопців. При школі був добрий хор під управою учителя музики Володимира Мелеха, бібліотека, влаштовано спортивні змагання, прогулянки та різні шкільні імпрези силами молоді". |

 Осип Залеський
Великою допомогою для гімназистів були стипендії, які щомісяця виділяв гімназії Український Центральний Комітет у розмірі 7000 злотих. 120 учнів (-ниць) користалися з цієї допомоги. Крім цього місцевий Український Допомоговий Комітет (УДК) давав одноразові допомоги грошима або одягом, взуттям.
12-14 серпня 1994 року у Львові відбувся З'їзд випускників з нагоди 50-ліття останніх випускних іспитів у гімназії.

### Інтернати
З поселенням приїжджих гімназистів були труднощі через нестачу приміщень. Для цього УДК у Ярославі, особливо Референт Суспільної Опіки д-р Семчишин доклали зусиль, для облаштування інтернатів. У місті був лише один будинок-інтернат на вул. Артилерійській, збудований ще перед війною, у якому проживали 120 гімназисток, а згодом до них підсилили ще 75 учениць Торговельної школи. Комендантом інтернату була Михайлина Козак.
Інтернат для хлопців розміщувався у трьох приміщеннях, через відсутність одного великого будинку. Частина гімназистів мешкала на першому поверсі будинку на вул. Собєського,11, комендантом якого був д-р І.Павлюк. У травні УДК винайняв вже цілий будинок разом із городом на вул. Шпитальній,54, куди переїхав інтернат, а його комендантом тепер був професор М.Яськів.
Другий інтернат, який в першу чергу був розрахований для ремісничої молоді, знаходився на вул. Огородовій,1. Про його оренду подбала місцева Реміснича секція при УДК. Тут поселилось 55 гімназистів, а згодом сюди також підсилили учнів Торговельної школи. Керував інтернатом інженер Роман Грицик, а пізніше професор Волошанський.
Третій найменший інтернат знаходився на вул. Головній,4. Його комендантом був професор Василь Руснак.

### Поза навчальний процес

#### Курінь Юнацтва
Курінь Юнацтва засновано 3 грудня 1940 року. Це була своєрідна копія Пласту, діяльність якого була заборонена владою. Його провід: опікун — професор Адам Бабич, курінний — Юрій Бойко, заступник — Галина Дутко, секретар — Юрій Подлуський, скардник — Зореслава Дуда; освітній референт — Мирослав Коленський, спортовий референт — Євген Петрівський. Курінь ділився на три чоти, чоти на три рої. У період 3 грудня 1940 — 30 червня 1941 відбулося 13 збірок Куреня, 28 збірок кожного роя. Програма сходин: впоряд, руханка, спортивні вправи, картознавство, орієнтування на місцевості, шоферські курси. При Курені була читальня.
У період 1941—1942 років відбулася зміна керівництва Куреня. Спочатку курінним обрано Зенона Менцінського, потім — Володимир Феник, а згодом — В.Кучерепа. Курінь нараховував 92 члени. За цей період відбулося 10 збірок. Курінь підготував власними силами виставу «Назар Стодоля», організував «Веселий Вечір», «Свято Молоді». Була відкрита крамниця зі шкільним приладдям. Крім цього Курінь видав три номери власної газети «Молоде перо».
На період 1942—1943 років курінним був В.Кучерепа, заступником — Степанія Гича, секретарем — П.Грицак, скарбником — Зореслава Дуда, освітнім референтом — Булик, спортивний референтом — Ю.Форись.
У другому півріччі Курінь реформували після чого він нараховував три чоловічі гуртки і два жіночі. Курінним був Василь Мізь, заступником — Стапанія Конюх, скарбником — Ю.Сливинський, діловод національно-суспільного виховання — Й.Булик, спортивний референт — Л.Васараб. БУло проведено урочисті академії присвячені Юрію Федьковичу, Семену Петлюрі, Євгену Коновальцю, День Матері, Свято Моря.

#### Літературно-науковий гурток
Гурток засновано у жовтні 1942 року під керівництвом д-ра Євгена Грицака та проіснував до лютого 1943 року. Головою шкільної реферантури гуртка було обрано учнів 8-го класу З.Дуду, а секретарем — О.Шингера. Від березня 1943 керівництво перейшло до учнів 7-го класу, головою обрано І.Гайду, а секретарем — З.Василькевича. За час існування гуртка було виголошено 9 рефератів: значення народної пісні (В.Сухий), жінки-письменниці в українській літературі (Л.Белей), наш рідний край і нарід (З.Дуда), вплив природи на історію України (С.Місечко), Ярослав і його історичне минуле (з епідіаскопом) (Ю.Форись), сильний характер — це скарб людини (В.Саламай), Зелений Клин (О.Мойсей), прогулька в Бойківщину (М.Марко), Берестейський мир (Б.Ліськевич). Після виголошення рефератів відбувалася дискусія, яку проводив керівник гуртка і директор Терлецький, який часто брав участь у сходинах гуртка.

#### Математично-фізичний гурток
У середині листопада 1942 року за згодою дирекції виник математично-фізичний гурток, який ставив собі за мету проводити лекції та семінари зі сфери математичних та фізичних наук. Керівником гуртка був професор М.Яськів, а організаційними референтами — учні 8-го класу І.Гасько та Л.Брусак. За період існування гуртка відбулося 5 лекцій: нариси історії розвитку математичних наук (24.11.1942, Л.Брусак), винахід залізниці (01.12.1942, І.Гасько), проблеми без розв'язку в математиці й фізиці (11.03.1943, Л.Брусак і Ю.Форись), використання природних джерел енергії (18.03.1943, І.Гасько), питання міжпланетних подорожей у світлі сучасної техніки й науки (25.03.1943, Л.Брусак).

## Директори
- Євген Форостина (1940—1941)
- Маркіян Терлецький (1941—1944)

## Вчителі та працівники
- Бабич Адам (1940—1941) — вчитель математики і фізики, опікун Куреня Юнацтва
- Бас Василь (1940—1943) — вчитель історії
- Бобинський Осип (1942—1943) — вчитель малювання
- Борим Іван (1941—1944) — гімназійний лікар
- Волошанський Володимир (1941—1943) — вчитель латинської і німецької мов
- Голинський Петро (1940—1942) — вчитель релігії
- Городиський Орест (1940—1941) — перший секретар гімназії
- Гриневецький Степан (1942—1943) — вчитель релігії
- Грицак Євген (1940—1943) — вчитель української і латинської мови, завідував бібліотекою, керівник літературно-наукового гуртка
- Грицик Роман (1941—1943) — вчитель математики, фізики і геометрії
- Ґлова Мар'ян (1942—1943) — вчитель малювання
- Ґрех Володимир (1940—1943) — вчитель української мови, завідувач бібліотекою
- Залеський Осип (1940—1943) — вчитель біології, географії, німецької мови, опікун Куреня Юнацтва
- Івашкевич Дмитро (1940—1942) — вчитель латинської мови, заступник директора
- Ісаїв Петро (1940) — вчитель історії, культурно-освітній референт УДК та шкільний референт УЦК у Ярославі
- Козак Михайлина — комендант інтернату для дівчат
- Красник Іван (1940—1941) — вчитель фізичного виховання
- Кухарська Степанія (1942—1943) — секретар гімназії
- Литвин Євген (1941—1943) — гімназійний лікар
- Ліськевич Осип (1940—1942) — вчитель біології і математики
- Матла — комендант інтернату на ринку
- Мелех Володимир (1941—1944) — вчитель музики, керівник гімназійного хору
- Мелешко Матвій (1942—1944) — вчитель фізичної культури
- Мушинський Роман (1942—1943) — вихователь в інтернатів для хлопців
- Наконечний Олександр (1940—1943) — вчитель німецької мови
- Огородник Микола (1941) — вчитель релігії, комендант інтернату
- Павлюк Ілля (1941—1943) — вчитель біології, математики, фізики, німецької мови
- Поліха Теодор (1940—1941) — вчитель математики і фізики
- Пула — комендант другого інтернату ім. Біласа і Данилишина для хлопців
- Руснак Василь (19401-1941) — вчитель фізичної культури, опікун Курення Юнацтва, комендант інтернату для хлопців на вул. Головній
- Терлецький Маркіян (1941—1944) — вчитель історії, другий директор гімназії
- Форостина Євген (1940—1941) — вчитель історії, перший директор гімназії
- Черкавський Іван (1941—1942) — гімназійний лікар
- Чехович Софія (1940—1941) — вчитель малювання
- Чубатий Роман (1940—1941) — вчитель української і латинської мов, фізичної культури
- Шабакевич Олександр (1941—1942) — секретар гімназії
- Шандровський Іван (1940—1941) — вчитель німецької мови
- Шанковський Клим (1940—1942) — вчитель географії і математики, завідувач географічним кабінетом
- Яськів Михайло (1941—1943) — вчитель математики і фізики, керівник математично-фізичного гуртка